# Danaea trifoliata
Danaea trifoliata là một loài dương xỉ trong họ Marattiaceae. Loài này được Rchb. ex Kunze mô tả khoa học đầu tiên năm 1837.